# 安东尼奥·萨列里
安东尼奥·萨列里（義大利語：Antonio Salieri，1750年8月18日—1825年5月7日），意大利作曲家，生于威尼斯共和国莱尼亚诺，在奧地利帝國维也纳逝世。

## 生平
他的出生地莱尼亚诺是当时威尼斯共和国的一个小镇，所以萨列里一直认为自己是威尼斯的公民。他的哥哥是塔蒂尼的学生，由他负责教授萨列里小提琴和大键琴。后来他与他众多的兄弟姐妹失去了双亲成为孤儿。他父亲一个富有的朋友朱塞佩·摩岑尼果就把萨列里带到了威尼斯。
在威尼斯，他引起了波希米亚作曲家佛罗里安·伽斯曼的注意，后者在1766年把他带到维也纳。加斯曼将萨列里介绍给皇帝约瑟夫二世晚餐期间举行的每日室内乐表演。萨列里很快给皇帝留下了深刻的印象，加斯曼被指示尽可能多地带上他的学生。萨列里结识了格鲁克等许多作曲家。1769年萨列里创作了他第一部传世的歌剧《Le donne letterate》，脚本是由年轻的诗人吉奥凡尼·波切利根据莫里哀喜剧《可笑的女才子》为伽斯曼改编的。1770年1月10日该剧上演，标志着萨列里歌剧创作生涯的开始。在1770年到1804年年间他创作超过40部歌剧。其中大部分是为维也纳的观众而写的。当然也有为其它城市创作的歌剧如：米兰、罗马、慕尼黑、巴黎和的里雅斯特。
他曾在四代哈布斯堡皇朝中供职，掌握了维也纳所有重要音乐事务。1774年他接替伽斯曼成为意大利歌剧院乐队长和作曲家。1788年取代朱塞佩·邦诺成为宫廷乐队长。他是维也纳音乐艺术社团（由伽斯曼创办）的积极支持者并在1788年到1795年担任主席。他还是维也纳第一所音乐学院——1817年成立的演唱学院的院长。萨列里同时还是一名成功的教师，他的学生有贝多芬、舒伯特、李斯特、徹爾尼和胡梅爾等。

## 名聲起伏
在許多莫札特傳記中，薩里耶利被描述成一位嫉妒莫札特才華，並處處刁難、阻撓他成功的音樂大師。19世紀後期以至整個20世紀期間，隨著莫札特評價與地位日益提高，薩里耶利則相對的連名字與作品都幾乎為人所徹底遺忘，堙沒於歷史洪流當中。後來由於《阿瑪迪斯》戲劇（1979年）以及電影版（1984年）發行，他以重要角色身份登場，細膩刻畫了他與莫札特之間亦敵亦友的複雜關係，因而知名度大幅上昇。邁入21世紀之後，他的音樂開始為人重新予以正視，一些歌手開始演唱他的作品，並推出他的作品專輯CD。自2009年起，在他的故鄉義大利萊尼亞諾，也開始每年舉辦「薩里耶利音樂節」來紀念他在音樂史上的成就。

## 与莫札特的關係
萨列里是与莫札特同时代的杰出音乐家。但因美國導演米洛斯·福曼（Milos Forman）所執導的電影《阿瑪迪斯》（Amadeus）中浪漫的幻想和渲染下，使得人們產生一種迷思：他的才能不及莫札特且妒忌心重。
事實上從1786年他和莫札特在美泉宫裡是同僚。而且1791年10月14日（此時離莫札特逝世不到两个月）莫札特写给妻子的一封信裡提到，《魔笛》在維登剧院首演的时候，莫札特非常热情地邀请萨列里到自己的包廂，而萨列里也对此歌剧充满讚美之辭，“裡面每一号曲（魔笛是编号歌剧）都会让他大喊『bravo』（棒極了）或『bello』（美妙極了）。”
1949年至1950年間，捷克音樂博物館發現了一套無名氏的清唱劇樂譜，一直到2015年11月，德國音樂學者與作曲家赫曼（Timo Jouko Herrmann）才揭曉：這套樂譜就是失傳230年的《奧菲莉亞的康復禮讚》，分別由薩里耶利、莫札特與另一位作曲家柯奈蒂（Cornetti）譜曲，歌詞則是維也納宮廷詩人洛倫佐·達·彭特的手筆。

## 部分作品
- 'La folia di Spagna'的26首变奏
- D大调威尼斯交响曲
- 'Il giorno onomastico'交响曲
- 歌剧《Prima la musica e poi le parole》（音乐至上）
- 歌剧《Le donne letterate》
- 歌剧《La locandiera》（女地主）
- 歌剧《Falstaff, ossia Le tre burle》（法尔斯塔夫，或三个戏弄者）
- 歌剧《La scuola de'gelosi》